# 108 liệt sĩ trong Thế chiến II
108 liệt sĩ trong Thế chiến II, còn được gọi là 108 Vị Thánh Tử Đạo Ba Lan được Chân Phước (tiếng Ba Lan: 108 błogosławionych męczenników), là những người Công giáo La Mã từ Ba Lan bị Đức Quốc xã giết hại trong Thế chiến II.
Ngày lễ phụng vụ của họ là ngày 12 tháng 6. 108 vị đã được phong chân phước vào ngày 13 tháng 6 năm 1999 bởi Giáo hoàng John Paul II tại Warsaw, Ba Lan. Nhóm bao gồm 3 giám mục, 79 linh mục, 7 nam tu sĩ, 8 nữ tu sĩ, và 11 giáo dân. Có hai giáo xứ được đặt tên cho 108 vị Tử đạo trong Thế chiến thứ hai ở Powiercie thuộc Hạt Ko Countyo, và ở Malbork, Ba Lan.

## Danh sách liệt sĩ

### Giám mục
1. Antoni Julian Nowowiejski, (1858–1941 KL Soldau), giám mục
2. Leon Wetmański, (1886–1941 KL Działdowo), giám mục
3. Władysław Goral, (1898–1945 KL Sachsenhausen), giám mục

### Anh em tôn giáo
1. Brunon Zembol, Friar (1905–1942 KL Dachau)
2. Grzegorz Bolesław Frąckowiak, tàu khu trục nhỏ (1911–1943, bị chém ở Dresden)
3. Józef Zapłata, tàu khu trục (1904–1945 KL Dachau)
4. Marcin Oprządek, tàu khu trục (1884–1942 KL Dachau)
5. Piotr Bonifacy Żukowski, friar (1913–1942 KL Auschwitz)
6. Stanisław Tymoteusz Trojanowski, friar (1908–1942 KL Auschwitz)
7. Symforian Ducki, Friar (1888–1942 KL Auschwitz)

### Các nữ tu và chị em tôn giáo

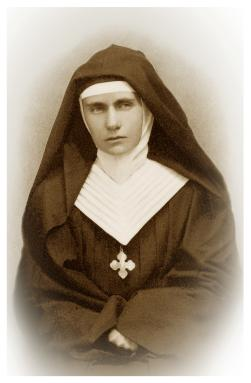
Alicja Jadwiga Kotowska, một nữ tu bị giết năm 1939 trong vụ giết người hàng loạt ở Piaśnica.

1. Alicja Maria Jadwiga Kotowska, em gái (1899–1939, bị hành quyết tại Piaśnica, Pomerania)
2. Ewa Noiszewska, em gái (1885–1942, bị hành quyết tại Góra Pietrelewicka gần Slonim, Belarus)
3. Julia Rodzińska, em gái người Đa Minh (1899–20 tháng 2 năm 1945, KL Stutthof); cô chết vì mắc bệnh thương hàn khi phục vụ các tù nhân phụ nữ Do Thái trong một túp lều mà cô đã tình nguyện.
4. Katarzyna Celestyna Faron (1913–1944, KL Auschwitz); (1913–1944), đã hiến dâng mạng sống của mình để cải đạo một Giám mục Công giáo Cũ Władysław Faron (không có quan hệ họ hàng). Cô bị bắt bởi Gestapo và bị kết án vào trại Auschwitz. Cô đã dũng cảm vượt qua tất cả những hành vi lạm dụng trong trại và qua đời vào Chủ nhật Phục sinh năm 1944. Giám mục sau đó đã trở lại Nhà thờ Công giáo.
5. Maria Antonina Kratochwil, nữ tu sĩ SSND (1881–1942) chết do bị tra tấn mà bà phải chịu đựng khi bị giam cầm ở Stanisławów.
6. Maria Klemensa Staszewska, (1890–1943 KL Auschwitz)
7. Marta Wołowska, (1879–1942, bị hành quyết tại Góra Pietrelewicka gần Slonim, Belarus)
8. Mieczysława Kowalska, chị gái (1902–1941, trại tập trung Soldau ở Działdowo)

### Giáo dân Công giáo La mã
1. Bronisław Kostkowski, cựu sinh viên (1915–1942 KL Dachau)
2. Czesław Jóźwiak (1919–1942, bị chém trong nhà tù ở Dresden)
3. Edward Kaźmierski (1919–1942, bị chém trong nhà tù ở Dresden)
4. Edward Klinik (1919–1942, bị chém trong nhà tù ở Dresden)
5. Franciszek Kęsy (1920–1942, bị chém trong nhà tù ở Dresden)
6. Franciszek Stryjas (1882–31 tháng 7 năm 1944, nhà tù Kalisz)
7. Jarogniew Wojciechowski (1922–1942, bị chém trong nhà tù ở Dresden)
8. Marianna Biernacka (1888–13 tháng 7 năm 1943), bị xử tử thay cho con dâu Anna đang mang thai, đã hiến mạng sống cho cô ấy và đứa cháu trong bụng)
9. Natalia Tułasiewicz (1906–31 tháng 3 năm 1945, qua đời tại KL Ravensbrück)
10. Stanisław Starowieyski (1895–13 tháng 4 năm 1941 KL Dachau)
11. Tadeusz Dulny, cựu sinh viên (1914–1942 KL Dachau)